# Tortricidae
Tortricidae je familija moljaca, obično poznati kao tortriks moljci ili moljci koji zavijaju listove, u redu Lepidoptera. Ova velika porodica ima preko 11.000 opisanih vrsta i jedini je član nadfamilije Tortricoidea, iako se rod Heliocosma ponekad smešta u ovu nadporodicu. Mnogi od njih su ekonomski važne štetočine. Olethreutidae je juniorski sinonim. Tipično držanje u mirovanju je sa preklopljenim krilima, stvarajući prilično zaobljen profil.
Značajni tortricidi uključuju Cydia pomonella i Choristoneura, koji su među najproučenijim od svih insekata zbog svog ekonomskog uticaja.

## Literatura
- Firefly Encyclopedia of Insects and Spiders, edited by Christopher O'Toole,  1-55297-612-2, 2002

## Spoljašnje veze
- Tortricid.net
- „Family Tortricidae”. Insecta.pro. Приступљено 7. 2. 2020.
- Eurasian Tortricidae
- Tortricid Fauna of Apple in New York.(Lepidoptera: Tortricidae): Including an Account of Apples' Occurrence in the State, Especially as a Naturalized Plant. by P. J. Chapman and S. E. Link, Geneva: New York State Agricultural Experiment Station, 1971
- Rhyacionia frustrana, Nantucket pine tip moth on the UF / IFAS Featured Creatures Web site